# 鷂亞科
鷂亞科是鷹形目鷹科內的一亞科，該亞科內的鳥類均為晝行性動物，以會在空地上低空飛行為其特點，以小型哺乳動物、爬行動物及鳥類為食。與其他鷹科的物種相比，鷂的翅膀較長，且尾巴熟較為細長。鷂一般認為出現於6百至8百萬年前，約中新世晚期與上新世之間，那時C4類植物開始出現，草原亦開始擴張。

## 物種
- 鷂屬 Circus
  - 烏灰鷂, Circus pygargus – 歐亞大陸，冬天在非洲與印度
  - 白尾鷂, Circus cyaneus – 歐亞大陸
  - 北方鷂, Circus hudsonius – 北美洲[2]
  - 白頭鷂, Circus aeruginosus – 歐洲、西亞，冬天在非洲與印度
  - 白腹鷂, Circus spilonotus – 亞洲
  - 非洲沼澤鷂, Circus ranivorus – 南非與中非
  - 沼澤鷂, Circus approximans – 紐西蘭、澳洲、太平洋群島
  - 紐幾內亞鷂, Circus spilothorax – 紐幾內亞
  - 馬達加斯加鷂, Circus macrosceles – 馬達加斯加島及科摩羅群島
  - 留尼旺鷂, Circus maillardi – 留尼旺島
  - 長翅鷂, Circus buffoni – 南美洲
  - 斑點鷂, Circus assimilis – 澳洲、印尼
  - 黑鷂, Circus maurus – 南美洲
  - 斑腹鷂, Circus cinereus – 南美洲
  - 草原鷂, Circus macrourus – 東歐、亞洲，冬天在非洲
  - 鵲鷂, Circus melanoleucos – 亞洲
  - † 埃爾斯鷂, Circus eylesi
  - † 木鷂, Circus dossenus

原本，鷂亞科內還有鬣鷹屬與鶴鵟屬等2屬，但後來發現這兩個屬與鷂屬無法形成一個有效的亞科，因為鷂屬是單系群，且是鷹屬的並系群，但其他兩個屬則無法與鷂屬形成單系群，且為更大的鵟分支的一部分。鷂屬內的許多物種，其線粒體DNA的多樣性都非常地低，這可能是因為其物種數量大量下降的緣故。

## 註記
1. ↑  Oatley, Graeme; Simmons, Robert E.; Fuchs, Jérôme. . Molecular Phylogenetics and Evolution. 2015, 85: 150–60. PMID 25701771. doi:10.1016/j.ympev.2015.01.013.
2. ↑  Etherington, Graham J.; Mobley, Jason A. . Avian Research. 2016, 7. doi:10.1186/s40657-016-0052-3.
3. ↑  Griffiths, Carole S.; Barrowclough, George F.; Groth, Jeff G.; Mertz, Lisa A. . Journal of Avian Biology. 2007, 38 (5): 587–602. doi:10.1111/j.2007.0908-8857.03971.x.
4. ↑  Fuchs, Jérôme; Simmons, Robert E.; Mindell, David P.; Bowie, Rauri C. K.; Oatley, Graeme. . Ibis. 2014, 156: 227. doi:10.1111/ibi.12103.